# Insomnija (roman)
Insomnija je  roman slovenske avtorice Tanje Frumen Duraković. Ta je bil izdan leta 2011 pri založbi Murano. V ospredju je zgodba mladega para, ki se trudi za svojo ljubezen.

## Osebe
Zarja je rdečelasa 17-letnica, ki rada hodi na zabave, ne samo med vikendom ampak tudi med tednom. Ponavlja letnik in je v razredu, kjer je nihče ne mara. Je visoka, lepega obraza in rjavih oči. Ima brata dvojčka Gabrijela s katerim sta večino časa živela sama. Starši so bili malokdaj doma. 
Kristina je 16-letna Zarjina zaupnica in najboljša prijateljica. Ima šest let starejšega brata Lucijana. Zaplete se z Zarjinim dvojčkom Gabrijelom.
Lucijan je 22-letni postavni rjavolasec in direktor hotela. Je Kristinin brat. Ima punco Janjo, ki je razvajena in vse kar vidi na njemu, je denar. Kasneje imata skupaj hčerko, za katero skrbita Lucijan in Zarja.

## Vsebina
Zarjo med odmorom napade sošolka Taja in ravno takrat se zanjo postavi punca, ki je popularna na šoli. Njeno ime je Kristina. Postaneta najboljši prijateljici. Zarja ni vedela, da bo dan, ko je bila povabljena h Kristini na zabavo, spremenil njeno življenje. Tam namreč spozna njenega brata Lucijana. Pričela sta se na skrivaj dobivati in za to je vedela samo Kristina. 
Mesec dni kasneje Zarja izve, da je Lucijanova punca Janja, noseča. Slabe novice so se kar pričele vrstiti. Tako se Zarja zapre vase in cele dneve joče. Vsako noč  ima grozne nočne more, dokler ji njena mama ne da izbire, in sicer ali pogovor z Lucijanom ali s psihiatrom. Odloči se za slednjega. 
Lucijan se je zares boril, da bi dobil nazaj ljubezen svojega življenja in bi zanjo storil vse, četudi to pomeni, da jo pusti pri miru, dokler se sama ne odloči drugače. Po dolgotrajnih pogovorih ugotovita, da ne moreta živeti en brez drugega. Z Zarjinim razredom odideta na maturantski izlet, po katerem izvesta, da bosta dobila otroka. Čeprav prestrašena se odločita, da bosta otroka obdržala. 

## Zbirka
Knjiga je izšla samostojno leta 2011 pri založbi Murano v nakladi 250 izvodov.